# Atlanta Falcons 2018
La stagione 2018 degli Atlanta Falcons è stata la 53ª della franchigia nella National Football League, la seconda giocata al Mercedes-Benz Stadium (che ospiterà il Super Bowl LIII), la quarta con Dan Quinn come capo-allenatore. La squadra tentò di diventare la prima della storia a disputare il Super Bowl tra le mura casalinghe. Tuttavia i Falcons subirono numerosi infortuni e iniziarono la stagione con un record di 1–4.
Perdendo contro i New Orleans Saints per 31–17 nel dodicesimo turno, i Falcons scesero ad un record di 4–7, non riuscendo quindi a migliorare il record della stagione precedente di 10–6. Perdendo contro i Green Bay Packers per 34–20, i Falcons scesero a 4–9 e subirono la loro prima stagione perdente dal 2014. Nonostante una vittoria contro gli Arizona Cardinals per 40–14 nel quindicesimo turno, la squadra venne eliminata dalla corsa ai play-off per la prima volta dal 2015, dopo una vittoria dei Minnesota Vikings sui Miami Dolphins per 41–17. Terminarono la stagione con una serie di tre vittorie consecutive, concludendo con un record di 7–9.

## Scelte nel Draft 2018
| Scelte dei Falcons nel Draft 2018 |        |                  |       |               |             |
| Giro                              | Scelta | Giocatore        | Ruolo | College       | Note        |
| 1                                 | 26     | Calvin Ridley    | WR    | Alabama       |             |
| 2                                 | 58     | Isaiah Oliver    | CB    | Colorado      |             |
| 3                                 | 90     | Deadrin Senat    | DT    | South Florida |             |
| 4                                 | 126    | Ito Smith        | RB    | Southern Miss |             |
| 6                                 | 194    | Russell Gage     | WR    | LSU           | Dai LA Rams |
| 6                                 | 200    | Foyesade Oluokun | LB    | Yale          |             |

Scambi di scelte

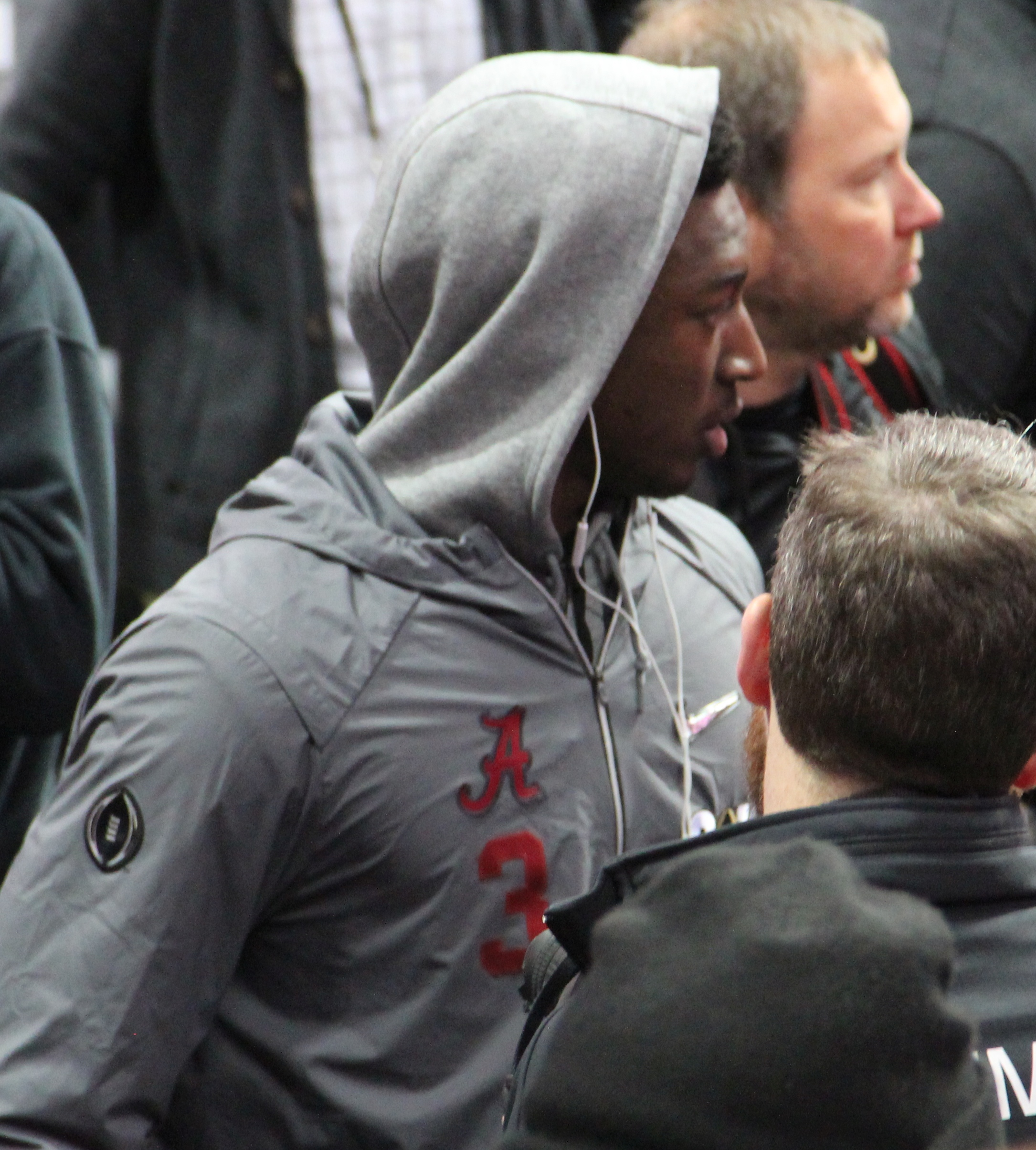
Calvin Ridley è stato la scelta del primo giro dei Falcons nel draft 2018

- I Falcons scambiarono la loro scelta nel 5º giro (163ª assoluta) a Denver in cambio dell'offensive tackle Ty Sambrailo di questi ultimi.
- I Falcons ricevettero una scelta compensatoria nel 7º giro (256ª assoluta).
- I Falcons scambiarono entrambe le loro scelte nel 7º giro (244ª e 256ª assolute) ai Rams in cambio della scelta nel 6º giro (194ª assoluta) di questi ultimi.

## Staff
| Staff degli Atlanta Falcons nel 2018 |
| --- |
| Organi dirigenziali - Proprietario/Chairman - Arthur Blank - Presidente/CEO - Rich McKay - General Manager - Thomas Dimitroff - Assistente General Manager - Scott Pioli - Direttore dell'organico giocatori - Joel Collier - Direttore sportivo - Nick Polk - Direttore del college scouting - Steve Sabo - Osservatore nazionale - Ruston Webster - Osservatore nazionale - Phil Emery Capo allenatore - Capo-allenatore - Dan Quinn - Assistente capo-allenatore/Coordinatore del gioco su passaggi - Raheem Morris - Assistente capo-allenatore - Steve Scarnecchia Altri allenatori - Capo dello sviluppo della forza e della condizione – Jesse Ackerman - Assistente allo sviluppo della forza e della condizione – Jonas Beauchemin - Assistente allo sviluppo della forza – Brandon Ireland Allenatori dell'attacco - Coordinatore offensivo – Steve Sarkisian - Quarterback – Greg Knapp - Running Back – Bernie Parmalee - Wide Receiver - Dave Brock - Tight End – Wade Harman - Offensive Line – Chris Morgan - Assistente Offensive Line – Kyle Flood - Assistente offensivo – Justin Outten - Assistente offensivo – Chad Walker Allenatori della difesa - Coordinatore difensivo – Marquand Manuel - Coordinatore della difesa contro il gioco su passaggi - Jerome Henderson - Defensive Line – Bryant Young - Assistente Defensive Line - Travis Jones - Linebacker – Jeff Ulbrich - Secondary – Doug Mallory - Assistente difensivo/Defensive backs – Charlie Jackson - Controllo qualità della difesa - Aden Durde Allenatori dello special team - Coordinatore dello special team: Keith Armstrong - Assistente dello special team: Mayur Chaudhari |

## Roster

### Acquisti e trasferimenti

#### Free agent

##### Unrestricted
| Ruolo | Giocatore         | Squadra nel 2018  | Data dell'ingaggio | Contratto            |
| ----- | ----------------- | ----------------- | ------------------ | -------------------- |
| CB    | Blidi Wreh-Wilson | Atlanta Falcons   | 5 marzo 2018       | 1 anno/$8,8 milioni  |
| K     | Matt Bryant       | Atlanta Falcons   | 10 marzo 2018      | 3 anni/$10,1 milioni |
| WR    | Taylor Gabriel    | Chicago Bears     | 13 marzo 2018      | 4 anni/$26 milioni   |
| DT    | Dontari Poe       | Carolina Panthers | 15 marzo 2018      | 3 anni/$28 milioni   |

| Roster degli Atlanta Falcons nel 2018 |
| --- |
| Quarterback - 2 Matt Ryan - 8 Matt Schaub Running Back - 26 Tevin Coleman - 24 Devonta Freeman - 32 Brian Hill RB - 30 Ricky Ortiz FB - 25 Ito Smith Wide Receiver - 83 Russell Gage - 17 Marvin Hall - 14 Justin Hardy - 11 Julio Jones - 18 Calvin Ridley - 12 Mohamed Sanu Tight End - 81 Austin Hooper - 82 Logan Paulsen - 85 Eric Saubert Offensive Linemen - 65 Brandon Fusco G - 63 Ben Garland G - 77 Matt Gono T - 67 Andy Levitre G - 51 Alex Mack C - 70 Jake Matthews T - 74 Ty Sambrailo T - 73 Ryan Schraeder T - 71 Wes Schweitzer G Defensive Linemen - 44 Vic Beasley DE - 95 Jack Crawford DT - 97 Grady Jarrett DT - 99 Terrell McClain DT - 98 Takkarist McKinley DE - 56 Steven Means DE - 50 Brooks Reed DE - 94 Deadrin Senat DT - 90 Derrick Shelby DE - 92 Justin Zimmer DT Linebacker - 59 De'Vondre Campbell OLB - 36 Kemal Ishmael OLB - 52 Corey Nelson ILB - 54 Foyesade Oloukun OLB - 42 Duke Riley MLB Defensive Back - 23 Robert Alford CB - 37 Ricardo Allen FS - 28 Justin Bethel CB - 27 Damontae Kazee FS - 20 Isaiah Oliver CB - 34 Brian Poole CB - 29 Jordan Richards SS - -- Keith Tandy S - 21 Desmond Trufant CB - 33 Blidi Wreh-Wilson CB Special Team - 5 Matt Bosher P - 3 Matt Bryant K - 47 Josh Harris LS - 4 Giorgio Tavecchio K Lista delle riserve - 45 Deion Jones MLB (IR) - 22 Keanu Neal SS (IR) - 35 Malik Williams RB (IR) Squadra di allenamento - 6 Kurt Benkert QB - 15 Christian Blake WR - 76 Daniel Brunskill T - 87 Jaeden Graham TE - 89 Alex Gray TE - 15 Devin Gray WR - 39 Prince Charles Iworah CB - 61 J.C. Hassenauer C - 40 Ryan Neal S - 49 Richard Jarvis OLB - 16 Julian Williams WR 53 attivi, 3 inattivi, 11 nella squadra di allenamento |
| Legenda - I rookie sono in corsivo. - Il primo ruolo è il principale mentre gli eventuali successivi indicano i ruoli secondari. - (IR) sta per Injured Reserve ed indica la lista ristretta per un solo giocatore infortunato che può tornare ad allenarsi dopo la settimana 6 e a rientrare in prima squadra dopo che questa ha giocato 8 partite. - (NF-Inj.) / (NF-Ill.) stanno rispettivamente per Non-Football Injured e Non-Football Illness ed indicano le liste dove viene inserito un giocatore che ha un infortunio o una malattia non dipendente dal football americano. - (PUP) sta per Physically Unable to Perform ed indica la lista dove viene inserito un giocatore mentre è in attesa di recuperare la condizione fisica. Nella stagione regolare dopo la sesta partita giocata dalla propria squadra, il giocatore ha tempo tre settimane per riprendere ad allenarsi, più tre settimane aggiuntive dal suo rientro agli allenamenti per rientrare in prima squadra. |

## Calendario

### Precampionato
Il calendario della pre-stagione dei Falcons è stato annunciato l'11 aprile 2018.
| Precampionato |       |               |               |              |                         |           |        |                       |           |         |
| Settimana     | Data  | Ora           | Data italiana | Ora italiana | Avversario              | Risultato | Record | Stadio                | TV        | Sintesi |
| 1             | 10/08 | 7:30 p.m. EDT | 11/08         | 01:30        | at New York Jets        | S 0–17    | 0–1    | MetLife Stadium       | NFLN/WUPA | Recap   |
| 2             | 17/08 | 7:00 p.m. EDT | 18/08         | 01:00        | Kansas City Chiefs      | S 14–28   | 0–2    | Mercedes-Benz Stadium | WUPA      | Recap   |
| 3             | 25/08 | 7:00 p.m. EDT | 26/08         | 01:00        | at Jacksonville Jaguars | S 6–17    | 0–3    | TIAA Bank Field       | WUPA      | Recap   |
| 4             | 30/08 | 7:00 p.m. EDT | 31/08         | 01:00        | Miami Dolphins          | S 7–34    | 0–4    | Mercedes-Benz Stadium | WUPA      | Recap   |

### Stagione regolare
Il calendario della stagione è stato annunciato il 19 aprile 2018.
| Stagione regolare |                         |                    |                    |                         |                    |
| Turno             | Avversario              | Risultato          | Record             | Stadio                  | Sintesi            |
| 1                 | at Philadelphia Eagles  | S 12–18            | 0–1                | Lincoln Financial Field | Recap              |
| 2                 | Carolina Panthers       | V 31–24            | 1–1                | Mercedes-Benz Stadium   | Recap              |
| 3                 | New Orleans Saints      | S 37–43 dts        | 1–2                | Mercedes-Benz Stadium   | Recap              |
| 4                 | Cincinnati Bengals      | S 36–37            | 1–3                | Mercedes-Benz Stadium   | Recap              |
| 5                 | at Pittsburgh Steelers  | S 17–41            | 1–4                | Heinz Field             | Recap              |
| 6                 | Tampa Bay Buccaneers    | V 34–29            | 2–4                | Mercedes-Benz Stadium   | Recap              |
| 7                 | New York Giants         | V 23–20            | 3–4                | Mercedes-Benz Stadium   | Recap              |
| 8                 | Settimana di pausa      | Settimana di pausa | Settimana di pausa | Settimana di pausa      | Settimana di pausa |
| 9                 | at Washington Redskins  | V 38–14            | 4–4                | FedExField              | Recap              |
| 10                | at Cleveland Browns     | S 16–28            | 4–5                | FirstEnergy Stadium     | Recap              |
| 11                | Dallas Cowboys          | S 19–22            | 4–6                | Mercedes-Benz Stadium   | Recap              |
| 12                | at New Orleans Saints   | S 17–31            | 4–7                | Mercedes-Benz Superdome | Recap              |
| 13                | Baltimore Ravens        | S 16–26            | 4–8                | Mercedes-Benz Stadium   | Recap              |
| 14                | at Green Bay Packers    | S 20–34            | 4–9                | Lambeau Field           | Recap              |
| 15                | Arizona Cardinals       | V 40–14            | 5–9                | Mercedes-Benz Stadium   | Recap              |
| 16                | at Carolina Panthers    | V 24–10            | 6–9                | Bank of America Stadium | Recap              |
| 17                | at Tampa Bay Buccaneers | V 34–32            | 7–9                | Raymond James Stadium   | Recap              |

Note
- Gli avversari della propria division sono in grassetto.

## Classifiche

### Division
| NFC South            | NFC South | NFC South | NFC South | NFC South | NFC South | NFC South | NFC South | NFC South |
| vedi • disc. • mod.  | V         | S         | P         | PCT       | DIV       | CONF      | PF        | PS        |
| -------------------- | --------- | --------- | --------- | --------- | --------- | --------- | --------- | --------- |
| New Orleans Saints   | 13        | 2         | 0         | .867      | 2–1       | 7–2       | 419       | 269       |
| Carolina Panthers    | 6         | 6         | 0         | .500      | 1–2       | 4–5       | 304       | 306       |
| Tampa Bay Buccaneers | 5         | 7         | 0         | .417      | 2–2       | 4–5       | 318       | 355       |
| Atlanta Falcons      | 4         | 8         | 0         | .333      | 2–2       | 4–4       | 296       | 333       |
|                      |           |           |           |           |           |           |           |           |
|                      |           |           |           |           |           |           |           |           |

### Conference
| National Football Conference           | National Football Conference | National Football Conference | National Football Conference | National Football Conference | National Football Conference | National Football Conference | National Football Conference | National Football Conference | National Football Conference | National Football Conference |
| Pos.                                   | Squadra                      | Division                     | V                            | S                            | P                            | PCT                          | DIV                          | CONF                         | SOS                          | SOV                          |
| Capolista di Division                  | Capolista di Division        | Capolista di Division        | Capolista di Division        | Capolista di Division        | Capolista di Division        | Capolista di Division        | Capolista di Division        | Capolista di Division        | Capolista di Division        | Capolista di Division        |
| -------------------------------------- | ---------------------------- | ---------------------------- | ---------------------------- | ---------------------------- | ---------------------------- | ---------------------------- | ---------------------------- | ---------------------------- | ---------------------------- | ---------------------------- |
| 1                                      | Los Angeles Rams             | West                         | 13                           | 3                            | 0                            | .813                         | 4–0                          | 7–1                          | .493                         | .462                         |
| 2                                      | New Orleans Saints           | South                        | 13                           | 3                            | 0                            | .813                         | 2–1                          | 7–2                          | .486                         | .483                         |
| 3                                      | Chicago Bears                | North                        | 9                            | 4                            | 0                            | .692                         | 3–1                          | 6–2                          | .417                         | .380                         |
| 4                                      | Dallas Cowboys               | East                         | 8                            | 6                            | 0                            | .571                         | 3–1                          | 6–3                          | .500                         | .452                         |
| Wild Card                              |                              |                              |                              |                              |                              |                              |                              |                              |                              |                              |
| 5                                      | Seattle Seahawks             | West                         | 10                           | 6                            | 0                            | .625                         | 2–2                          | 6–3                          | .510                         | .339                         |
| 6                                      | Minnesota Vikings            | North                        | 6                            | 5                            | 1                            | .542                         | 2–1–1                        | 5–3–1                        | .479                         | .313                         |
| Non qualificati per i play-off         |                              |                              |                              |                              |                              |                              |                              |                              |                              |                              |
| 7                                      | Carolina Panthers            | South                        | 6                            | 6                            | 0                            | .500                         | 1–2                          | 4–5                          | .469                         | .472                         |
| 8                                      | Philadelphia Eagles          | East                         | 9                            | 7                            | 0                            | .563                         | 3–1                          | 4–5                          | .476                         | .389                         |
| 9                                      | Washington Redskins          | East                         | 6                            | 7                            | 0                            | .462                         | 2–2                          | 6–4                          | .496                         | .410                         |
| 10                                     | Tampa Bay Buccaneers         | South                        | 5                            | 7                            | 0                            | .417                         | 2–2                          | 4–5                          | .479                         | .475                         |
| 11                                     | Green Bay Packers            | North                        | 5                            | 7                            | 1                            | .423                         | 1–2–1                        | 2–6–1                        | .507                         | .417                         |
| 12                                     | Atlanta Falcons              | South                        | 4                            | 8                            | 0                            | .333                         | 2–2                          | 4–4                          | .542                         | .438                         |
| 13                                     | New York Giants              | East                         | 5                            | 8                            | 0                            | .385                         | 0–4                          | 3–7                          | .507                         | .500                         |
| 14                                     | Detroit Lions                | North                        | 4                            | 8                            | 0                            | .333                         | 1–3                          | 2–7                          | .542                         | .531                         |
| 15                                     | Arizona Cardinals            | West                         | 3                            | 9                            | 0                            | .250                         | 2–2                          | 3–5                          | .514                         | .236                         |
| 16                                     | San Francisco 49ers          | West                         | 2                            | 10                           | 0                            | .167                         | 0–4                          | 1–8                          | .479                         | .250                         |
| Criteri di spareggio                   |                              |                              |                              |                              |                              |                              |                              |                              |                              |                              |
| 1. 2. 3.                               |                              |                              |                              |                              |                              |                              |                              |                              |                              |                              |
| Legenda                                |                              |                              |                              |                              |                              |                              |                              |                              |                              |                              |
| w — wild card ottenuta                 |                              |                              |                              |                              |                              |                              |                              |                              |                              |                              |
| x — partecipazione ai playoff ottenuta |                              |                              |                              |                              |                              |                              |                              |                              |                              |                              |
| y — campioni di division               |                              |                              |                              |                              |                              |                              |                              |                              |                              |                              |
| z — salto del primo turno di play-off  |                              |                              |                              |                              |                              |                              |                              |                              |                              |                              |
| * — vantaggio del campo ottenuto       |                              |                              |                              |                              |                              |                              |                              |                              |                              |                              |

## Premi

### Premi settimanali e mensili
- Calvin Ridley:

rookie offensivo del mese di settembre
- Giorgio Tavecchio:

giocatore degli special team della NFC della settimana 7
- Grady Jarrett:

difensore della NFC della settimana 15